# Dois Vizinhos (ort)
Dois Vizinhos är en ort i Brasilien.   Den ligger i kommunen Dois Vizinhos och delstaten Paraná, i den södra delen av landet, 1 200 km söder om huvudstaden Brasília. Dois Vizinhos ligger 562 meter över havet och antalet invånare är 22 766.
Terrängen runt Dois Vizinhos är platt åt sydväst, men åt nordost är den kuperad. Det finns inga andra samhällen i närheten.
Omgivningarna runt Dois Vizinhos är en mosaik av jordbruksmark och naturlig växtlighet. Runt Dois Vizinhos är det ganska tätbefolkat, med 96 invånare per kvadratkilometer.